# Distrito de Juquila
El distrito de Juquila es uno de los 30 distritos en que se divide al estado mexicano de Oaxaca y conforma, junto con los distritos de Jamiltepec y Pochutla, la región de la Costa. 
Colinda al norte con el distrito de Sola de Vega, al oriente con los distritos de Miahuatlán y Pochutla, al sur con el Océano Pacífico y al oeste con el distrito de Jamiltepec. Se conforma de 418 localidades repartidas entre 12 municipios.

## Municipios
El distrito de Juquila está compuesto por los siguientes 12 municipios.

Municipios del distrito de Juquila.

| Código INEGI | Municipio                            | Cabecera                             | Área (km²) | Población (2010) |
| ------------ | ------------------------------------ | ------------------------------------ | ---------- | ---------------- |
| 153          | San Gabriel Mixtepec                 | San Gabriel Mixtepec                 | 223.42     | 4 733            |
| 202          | San Juan Lachao                      | San Juan Lachao                      | 209.68     | 4 531            |
| 213          | San Juan Quiahije                    | San Juan Quiahije                    | 210.49     | 3 628            |
| 272          | San Miguel Panixtlahuaca             | San Miguel Panixtlahuaca             | 144.36     | 6 161            |
| 314          | San Pedro Juchatengo                 | San Pedro Juchatengo                 | 57.68      | 1 693            |
| 318          | San Pedro Mixtepec -Distrito 22-     | San Pedro Mixtepec                   | 325.04     | 42 860           |
| 334          | Villa de Tututepec de Melchor Ocampo | Villa de Tututepec de Melchor Ocampo | 1208.49    | 43 913           |
| 364          | Santa Catarina Juquila               | Santa Catarina Juquila               | 622.54     | 14 710           |
| 433          | Santa María Temaxcaltepec            | Santa María Temaxcaltepec            | 35.51      | 2 595            |
| 497          | Santiago Yaitepec                    | Santiago Yaitepec                    | 42.54      | 4 122            |
| 526          | Santos Reyes Nopala                  | Santos Reyes Nopala                  | 220.58     | 15 986           |
| 543          | Tataltepec de Valdés                 | Tataltepec de Valdés                 | 219.43     | 5 561            |

## Demografía
En el distrito habitan 150 493 personas, que representan el 3.96% de la población del estado. De ellos 36 346 dominan alguna lengua indígena.
Se compone de 418 localidades. De ellas, solo 6 superan los 5 000 habitantes (2010). Estas son:
|    | Localidad                  | Municipio                            | Población (2010) |
| -- | -------------------------- | ------------------------------------ | ---------------- |
| 1º | Puerto Escondido           | San Pedro Mixtepec -Distrito 22-     | 25 902           |
| 2º | Río Grande O Piedra Parada | Villa de Tututepec de Melchor Ocampo | 12 943           |
| 3º | Santa Catarina Juquila     | Santa Catarina Juquila               | 6 220            |
| 4º | San Miguel Panixtlahuaca   | San Miguel Panixtlahuaca             | 5 930            |
| 5º | Bajos de Chila             | San Pedro Mixtepec -Distrito 22-     | 5 425            |
| 6º | Santos Reyes Nopala        | Santos Reyes Nopala                  | 5 201            |